# Попок, Яков Абрамович
Яков Абрамович Попок (20 сентября (02 октября) 1892 — 28 июля 1938) — советский партийный и государственный деятель.

## Биография
Родился в м. Хиславичи Мстиславльского уезда Могилёвская губерния (ныне Смоленской области). Из мещан.
Работал чернорабочим, служащим-конторщиком в Мариуполе, Екатеринославе, Тамбове, Ельце, Смоленске.
Член РСДРП с 1909 года. Дважды арестовывался, в 1911—1914 в ссылке. В 1915—1917 в армии, вёл революционную агитацию среди солдат.
В ноябре 1917 — июле 1918 зав. отделом топлива Московского исполкома.
С ноября 1918 по 1919 — зав. Екатеринославским губернским отделом труда, ответственный инструктор наркомата труда Украины.

В 1919 — феврале 1921 служил в РККА: начальник политотдела дивизии, 2-й Конной армии, начальник политуправления военного округа. Участвовал в боях на Восточном и Южном фронтах Гражданской войны.
В 1924 г. окончил Курсы марксизма при коммунистической академии, Москва.
Послужной список:
- 1921—1922 зав. орготделом Псковского губкома РКП(б), председатель Псковского и Брянского губсовпрофов;
- 1923 — зам. начальника политотдела армии на Западном фронте.
- 1924—1926 — ответственный секретарь Златоустовского окружкома РКП(б).
- 1926—1928 — 1-й секретарь Амурского губкома / Благовещенского окружкома ВКП(б).
- 1928—1929 — 1-й секретарь Читинского окружкома ВКП(б).
- 1929—1930 — ответственный инструктор ЦК ВКП(б).
- 1930—1937 — 1-й секретарь ЦК КП Туркмении.
- 1937—1938 — 1-й секретарь обкома ВКП (б) Автономной Республики Немцев Поволжья.

21 апреля 1938 г. решением Политбюро ЦК ВКП(б) снят с должности и отозван в распоряжение ЦК ВКП(б). Вскоре (возможно, в тот же день) арестован. Расстрелян 28.07.1938.
Член ВЦИК и ЦИК СССР, депутат ВС СССР (1937—1938).
Делегат 15, 16 и 17-го съездов ВКП(б). Член ЦРК ВКП(б) с 1934 г.
Награждён орденом Ленина (1935).
Брат — Попок Самуил Абрамович, 2-й секретарь Иркутского обкома ВКП(б).